# Підгірцівська сільська рада (Обухівський район)
| Підгірцівська сільська рада — колишній орган місцевого самоврядування у Обухівському районі Київської області з адміністративним центром у с. Підгірці. З 12 червня 2020 року територія Підгірцівської сільської ради увійшла до Підгірцівського старостинського округу в Козинській селищній громаді. 17 липня 2020 Верховною Радою України Постановою виключено з облікових даних Пігірцівську сільраду Обухівського району. 14 серпня 2020 рішення опубліковано у Відомостях Верховної Ради України. Історична дата утворення: в 1918 році. Сільській раді підпорядковані населені пункти: - с. Підгірці - с. Креничі - с. Романків |

## Склад ради
Рада складалася з 16 депутатів та сільського голови.

### Керівний склад ради
| ПІБ                         | Основні відомості                                                             | Дата обрання | Дата звільнення |
| --------------------------- | ----------------------------------------------------------------------------- | ------------ | --------------- |
| Гажаман Олександр Юхимович  | Сільський голова, 1940 року народження, освіта, безпартійний                  | 26.03.2006   | 31.10.2010      |
| Колпачов Олександр Юрійович | Сільський голова, 1961 року народження, освіта незакінчена вища, безпартійний | 31.10.2010   | 03.11.2015      |
| Кравченко Сергій Сергійович | Сільський голова, 1982 року народження, вища освіта, безпартійний             | 04.11.2015   | 12.06.2020      |

Примітка: таблиця складена за даними джерела